# Overdrachtsbelasting
Overdrachtsbelasting is de belasting die in Nederland wordt geheven bij de verkrijging van een onroerende zaak en daarop gevestigde rechten. De belasting is geregeld in de Wet op belastingen van rechtsverkeer (WBR).

## Ontstaansgeschiedenis
De belasting is ontstaan in de tijd van de Spaanse overheersing van Nederland. Alva had eerder de Tiende Penning ingevoerd (een belasting naar het tarief van 10%) over verkopen van roerende objecten. Er werd toen een belasting naar een tarief van 5% ('de twintigste penning') geheven over de verkoopprijzen van onroerende objecten. Het ging dan met name om verkopen van de grote grondposities die toen in handen van de adel waren. Met de belastingopbrengst kon de overheid toen de kosten van een landleger betalen, dat de grondeigenaren en pachters ('horigen') moest beschermen tegen plundering door vijandige troepen. Dit is een duidelijke toepassing van het profijtbeginsel. Hoewel Nederland reeds lange tijd niet meer in oorlog met Spanje is, bleek deze belasting voor de overheid een welkome aanvulling van de schatkist. Ook hier gaat het budgettaire argument dus voor andere rechtvaardigingsgronden. 

## Tarief van de belasting; heffingsmaatstaf
Het tarief van 2% werd in de loop van de tijd tot 6% verhoogd, maar is voor woningen inmiddels weer 2%, zie hieronder. Het tarief wordt toegepast over de waarde van de verkrijging. De belasting wordt van de verkrijger geheven. De in aanmerking te nemen waarde is steeds de hoogste van de tegenprestatie of de waarde in het economisch verkeer van de onroerende zaak. Wanneer er roerende zaken worden meeverkocht, is het mogelijk een opgave hiervan aan de notaris te doen. Over de aldus bepaalde waarde wordt de belasting dan niet geheven. Bij de verkrijging van een appartementsrecht is de belasting niet van toepassing op de waarde van het aandeel in (de reservefondsen van) de VvE.

### Tarief voor de verkrijging van woningen
Sinds 15 juni 2011 is uitsluitend voor woningen het tarief verlaagd tot 2%. De verlaging gold aanvankelijk voor een jaar: tot 1 juli 2012. De Wet uitwerking fiscale maatregelen Begrotingsakkoord 2013 (UFM) heeft de tijdelijke verlaging van de overdrachtsbelasting voor woningen van 6% naar 2% omgezet in een permanente verlaging.
De verlaging is ingesteld om de woningmarkt uit het slop te trekken. De overdrachtsbelasting is nadelig voor de flexibiliteit van de woningmarkt en van de arbeidsmarkt. Er wordt wel van 'verhuisboete' gesproken. De belasting wordt genoemd als oorzaak van extra woon-werkverkeer (extra verhuiskosten ontmoedigen het verhuizen naar een woning dichter bij het werk), en ook zouden werknemers hierdoor minder snel geneigd zijn om te verhuizen voor een betere baan. Al enkele jaren wordt in de politiek gesproken over het afschaffen van de overdrachtsbelasting voor starters op de woningmarkt. Het Centraal Planbureau adviseerde in december 2010 om de overdrachtsbelasting af te schaffen vanwege "een onrechtvaardig en verstorend element in het Nederlandse belastingstelsel, omdat die geheven wordt telkens wanneer onroerende zaak wordt verkocht". De als tijdelijk aangekondigde verlaging van het tarief heeft een permanent karakter gekregen.
De Wet van 16 december 2020 tot wijziging van de Wet op belastingen van rechtsverkeer (Wet differentiatie overdrachtsbelasting)  heeft met ingang van 1 januari 2021 de overdrachtsbelasting bij het kopen van onroerende zaken als volgt vastgesteld:
- Voor starters op de woningmarkt geldt een eenmalige vrijstelling voor kopers die meerderjarig en jonger dan 35 jaar zijn en een woning kopen en anders dan tijdelijk als hoofdverblijf gaan gebruiken en de vrijstelling niet eerder hebben gebruikt. Met ingang van 1 april 2021 is vereist dat de te verkrijgen woning een waarde heeft die niet hoger ligt dan de woningwaardegrens. Beoogd wordt deze grens te stellen op € 400.000. Hiervoor moet een verklaring worden overlegd aan de notaris die aan de akte wordt gehecht.
- Andere natuurlijke personen (doorstromers) die een woning kopen, hebben recht op de toepassing van het verlaagde tarief van 2%, mits zij de woning verkrijgen om deze anders dan tijdelijk als hoofdverblijf te gaan gebruiken. Wel moeten zij een beroep middels een verklaring die is te downloaden bij de Belastingdienst.
- Voor de rest geldt het hogere algemene tarief, dat met ingang van 1 januari 2021 gaat van 6% naar 8%. Dit geldt dus voor bedrijfspanden, en voor woningen die niet, of slechts tijdelijk, als hoofdverblijf gaan worden gebruikt, bijvoorbeeld ook een vakantiewoning, een woning die ouders kopen voor hun kind en verkrijgingen van woningen door rechtspersonen, bijvoorbeeld woningcorporaties. Dit geldt voor aanhorigheden die niet gelijktijdig met de woning worden verkregen

### 1%-tarief voor ruiling van landerijen
Eerder bestond een verlaagd tarief van 1% voor de ruiling van landerijen: dit tarief is afgeschaft en omgezet in een vrijstelling.

## Juridische en economische eigendom
In de eerste plaats wordt de belasting geheven bij de verkrijging van de juridische eigendom. Dit vereist een notariële akte gevolgd door de inschrijving ervan in het openbaar register (het Kadaster). Sinds 31 maart 1995 wordt evenwel ook de economische verkrijging belast. Doorgaans gaan juridische en economische eigendom in dezelfde hand, maar dit kan ook anders zijn. Er valt bij economische eigendom te denken aan huurkoop of leasing van onroerende zaken. Moeilijkheid hierbij is dat -anders dan de juridische eigendom- de economische eigendom geen (notariële) akte vereist en dat deze verkrijging meestal niet vatbaar is voor inschrijving in het openbaar register. De wetgever heeft dan in de loop van de tijd maar moeilijk 'grip' op het begrip economische eigendom kunnen krijgen. Dit resulteerde in een vaak gewijzigde wetsbepaling in art. 2, lid 2 WBR. 

## Belastbare feiten
De overdrachtsbelasting wil de (juridische, dan wel economische) eigendomsverkrijging van onroerende zaken belasten. In art. 3 WBR worden echter een aantal gebeurtenissen opgesomd die geen belastbaar feit vormen. Het gaat dan om de volgende gebeurtenissen:
- verkrijging krachtens erfrecht (er wordt dan successiebelasting geheven);
- verkrijging krachtens verjaring;
- verkrijging krachtens boedelmenging (bij het aangaan van een huwelijk in algehele gemeenschap)
- verkrijging krachtens verdeling van een huwelijkse gemeenschap (bij echtscheiding);
- de natrekking (bijvoorbeeld bij een koop/aanneemovereenkomst)

## Fictieve onroerende zaken
De overdrachtsbelasting kent in artikel 4 WBR een belangrijke uitbreiding van het begrip onroerende zaak. De belasting kan onder bepaalde voorwaarden ook worden geheven over de verkrijging van fictieve onroerende zaken. Het gaat hierbij om de volgende twee onderwerpen:
- de verkrijging van lidmaatschapsrechten in een coöperatieve (woon)vereniging, overigens niet te verwarren met appartementsrechten bij een VvE. De lidmaatschapsrechten zijn naar burgerlijk recht roerende zaken en zouden zonder nadere bepaling zonder overdrachtsbelasting verkregen kunnen worden. Het gaat hierbij vaak om lidmaatschapsrechten in een flatexploitatievereniging, maar ook om de zogenaamde koopkamers in studentenhuizen. De lidmaatschapsrechten zijn niet vatbaar voor inschrijving in het openbaar register (Kadaster) en geven dus minder zekerheid. 
- aandelen en certificaatrechten van aandelen in onroerende zaak-lichamen. Met name deze categorie heeft in de loop van de tijd voor veel misbruik door belastingbesparende constructies gezorgd en is ook een belangrijke reden voor de vele aanpassingen van het wetsartikel. Met name door het 'opblazen' van een OZ-lichaam (het aantrekken van andere bezittingen gevolgd door een aandelentransactie met daarna weer afstoten van de niet-onroerende bezittingen) kon de heffing eerder verijdeld worden. Ook het 'stapelen' van vennootschappen was een methode die daartoe gebezigd werd. Thans dienen er verschillende voorwaarden op het gebied van de bezittingen, de aandeelhouders en de exploitatie vervuld te zijn voor de status van OZ-lichaam. Een voorbeeld van een beursgenoteerd OZ-lichaam is de NV NSI (Nieuwe Steen Investments).

## Opeenvolgende verkrijgingen
Als binnen 6 maanden voorafgaand aan een verkrijging overdrachtsbelasting is voldaan of niet aftrekbare omzetbelasting was verschuldigd mag de maatstaf van heffing o.g.v. art. 13 WBR worden verminderd met de waarde waarover bij de vorige verkrijging overdrachtsbelasting is voldaan of verminderd met de vergoeding waarover niet-aftrekbare omzetbelasting was verschuldigd. De termijn van zes maanden is tijdelijk verruimd geweest tot 36 maanden indien de vorige verkrijging tussen 31 augustus 2012 en 1 januari 2015 plaatsvond. Aanvankelijk bedroeg de termijn slechts 3 maanden, maar dit werd in 1995 -tegelijk met het belasten van economische verkrijgingen- uitgebreid tot 6 maanden. Aldus wilde de wetgever een cumulatie aan belasting tegengaan
Sinds 1 juli 2011 blijft het fiscaal niet meer zonder gevolgen als partijen afspreken dat het o.g.v. art. 13 WBR genoten voordeel niet aan de koper, maar aan de verkoper toekomt. Een tijdelijke goedkeuring van de minister liep op 1 juli 2011 af. Sindsdien geldt bij doorverkoop A naar B naar C: of verkoper (B) draagt zijn/haar last (de verschuldigde overdrachtsbelasting A-B), of koper (C) koopt die last en is over de waarde van de last overdrachtsbelasting verschuldigd. Kamervragen hierover wachten nog op antwoord.
Voorbeeld toepassing art. 13 WBR:
A verkrijgt op 1 mei 2016 een onroerende zaak (een bestaand woonappartement)in eigendom, de koopprijs bedraagt € 240.000 (prijs k.k.). De verkoper V had deze onroerende zaak op 15 december 2015 in eigendom verkregen en toen € 220.000 betaald (prijs k.k.). Ten laste van A wordt nu aan overdrachtsbelasting geheven: 2% * (€ 240.000 - € 220.000). Zonder nadere regeling komt het belastingvoordeel aan A toe: hier mogen partijen bij de overeenkomst echter anders over bepalen.

## Vrijstellingen
De overdrachtsbelasting kent een groot aantal vrijgestelde verkrijgingen. Deze verkrijgingen zijn opgenomen in art. 15 WBR. Het gaat om zeer uiteenlopende situaties. Bij alle vrijstellingen is het zo dat de notaris pas na enig onderzoek het recht op de vrijstelling zal verlenen: blijkt achteraf dat er ten onrechte een beroep op een vrijstelling is gedaan, dan is de notaris immers aansprakelijk voor de verschuldigde belasting.
Uitzonderingen
Naast vrijstellingen zijn er ook uitzonderingen.
Dit betreft bijv. de verdeling van een gemeenschap (mede-eigendom) ontstaan door scheiding, overlijden. In die gevallen is er geen overdrachtsbelasting verschuldigd ook al doe je daar geen beroep op. Wel is van belang dat je vermeldt dat het om zo'n situatie gaat om gedoe te voorkomen.
Ook verkrijging door verjaring is een uitgezonderde verkrijging die niet tot heffing van overdrachtsbelasting leidt.

### Samenloopvrijstelling
De meest bekende vrijstelling is de samenloopregeling met de Omzetbelasting van art. 15 lid 1 sub a WBR. Deze vrijstellingsbepaling regelt dat de Overdrachtsbelasting niet geheven wordt in het geval er van rechtswege (zonder verzoek) Omzetbelasting geheven wordt. Deze omzetbelasting wordt van rechtswege geheven bij de levering van een bouwterrein en bij de levering van een gebouw, mits deze levering voorafgaand, ten tijde van of uiterlijk twee jaren na de eerste ingebruikneming van de onroerende zaak plaatsvindt. Er wordt in dit laatste geval echter niet altijd een vrijstelling van overdrachtsbelasting verleend. Heeft de verkoper de onroerende zaak die geleverd wordt als bedrijfsmiddel gebruikt en heeft de koper ervan recht op teruggaaf van de omzetbelasting, dan worden beide belastingen geheven. De koper zal dan de omzetbelasting weer geheel of voor een gedeelte kunnen terugvragen. 

### Monumentenvrijstelling
Een andere bekende vrijstelling is de monumentenvrijstelling van het -inmiddels vervallen- artikel 15 lid 1 letter n WBR. Deze vrijstelling heeft een lange tijd bestaan en gold voor de verkrijging van een Rijksmonument door een rechtspersoon. Voorwaarde was de instandhouding gedurende ten minste 25 jaren. Bij een verkrijging door een natuurlijke persoon was geen vrijstelling mogelijk. Dit onderscheid bleek in strijd met de bedoeling van de vrijstelling en sneuvelde voor het Hof Den Haag. De monumentenvrijstelling gold toen voor alle verkrijgers en is uiteindelijk afgeschaft. 

### Projectontwikkelaarsregeling
De overdrachtsbelasting bevat inmiddels een codificatie van hetgeen lange tijd bekend stond als Projectontwikkelaarsresolutie. Op een besluit was een bijzondere vrijstelling van de overdrachtsbelasting gebaseerd bij projectontwikkeling. Inmiddels is de regeling wettelijk verankerd.

## de Natuurschoonwet (NSW)
Een bijzondere vrijstelling van overdrachtsbelasting doet zich voor bij de verkrijging van een gerangschikt landgoed ingevolge de bepalingen van de Natuurschoonwet. Dit is een bijzondere fiscale wet uit 1928 die faciliteiten biedt aan landgoedeigenaren. De vrijstelling is in art. 9a NSW opgenomen.

## Dertiende penning
Van de overdrachtsbelasting, die een belasting is in de gebruikelijke zin des woords en krachtens de wettelijke bepalingen van de WBR geheven wordt, moet goed worden onderscheiden het oude recht op de dertiende penning. De dertiende penning is ook een heffing die tot 2015 in bepaalde streken van Nederland nog geheven werd over de aankoop van een stuk grond. De opbrengst ging hierbij niet naar de overheid, maar naar een particuliere gerechtigde.

## Caribisch Nederland
Caribisch Nederland kent een overdrachtsbelasting op de overdracht van onroerend goed en schepen. Het tarief bedraagt 5% over de waarde van het goed. De overdrachtsbelasting wordt geregeld in hoofdstuk VII van de Belastingwet BES.

## België
De overdrachtsbelasting in België wordt aangeduid met registratierechten. De hoogte van de registratierechten is afhankelijk van het kadastraal inkomen. In België kent men het zogenaamde 'klein beschrijf' en 'groot beschrijf'. De tarieven verschillen voor Vlaanderen, Wallonie en het Brussels Gewest. In Vlaanderen was er tot 1 juni 2018 een tarief voor het groot beschrijf van 10% en voor het klein beschrijf 5%. Per 1 juni 2018 wordt een uniform tarief van 7% toegepast over alle onroerende zaken. Ook is het in Vlaanderen mogelijk om, onder bepaalde voorwaarden, de gemaakte kosten van het beschrijf in mindering te brengen bij aankoop van een andere woning: 'meeneembaarheid'.

## Onderwijs in de overdrachtsbelasting
De overdrachtsbelasting hoort thuis in de Universitaire studies fiscaal recht en notarieel recht. Met name voor de notariële studierichting is diepgaande kennis van de overdrachtsbelasting vereist: de notaris is immers aansprakelijk voor de juiste afdracht van de belasting ingevolge de opgemaakte akte. Bij nadere bestudering blijkt dat de overdrachtsbelasting verre van eenvoudig is en vaak vele technische vragen oproept. De meeste fiscalisten weten maar weinig van deze belasting en zijn van huis uit meer thuis in de omzetbelasting. Doordat omzetbelasting en overdrachtsbelasting soms samen geheven worden, is enige kennis van beide belastingen toch wel wel wenselijk. Ieder die notaris wil worden, dient na de studie aan de universiteit nog een beroepsopleiding te volgen: ook daar speelt de overdrachtsbelasting een rol. Nog altijd speelt het studieboek Rechtsverkeersbelastingen van wijlen prof. R. Verstraaten een belangrijke rol in het onderwijs in deze belasting. Verder zijn er maar enkele studieboeken over de specifieke belasting voor het onderwijs geschikt. Studenten die moeite met het vak hebben maken soms gebruik van een repetitor om zich op het tentamen voor te bereiden. 